# FPM RAM

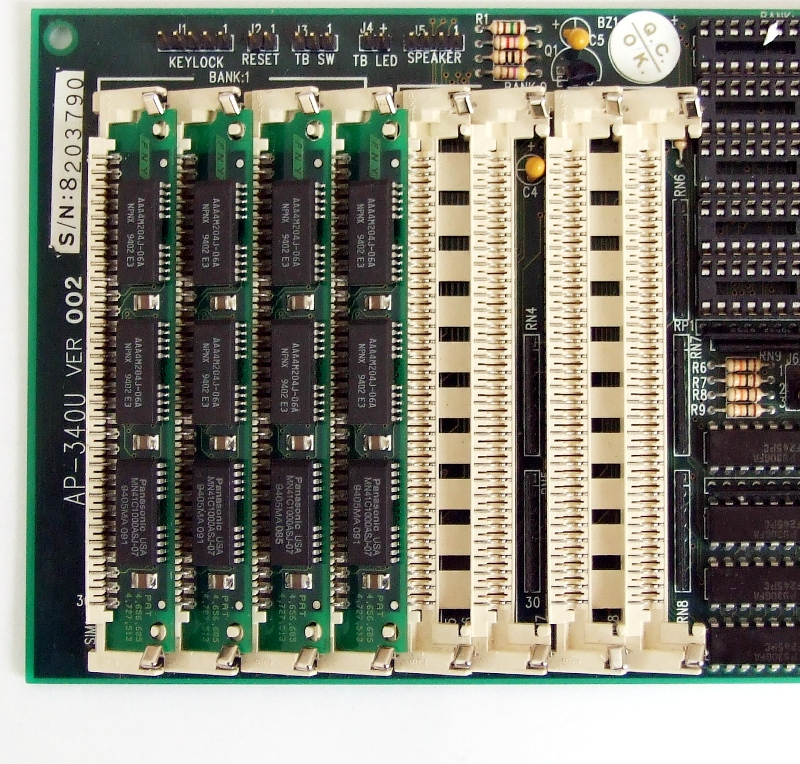
Четыре модуля памяти, установленные в разъёмы

FPM RAM (от англ. Fast Page Mode Random Access Memory — память с произвольным доступом, поддерживающая быстрый страничный режим, иногда также page mode memory) — тип оперативной памяти, используемой в компьютерах первой половины 1990-х годов.
Память FPM появилась в 1990 году. Количество контактов — 30. Вариант исполнения — SIMM (single in-line memory module). Она использовала шину данных шириной 8 бит, напряжение 5 вольт и имела пропускную способность до 200 Мбит/с на частоте 25 МГц. На замену FPM RAM в 1995 году пришла память EDO RAM (40 МГц), а затем, в 1996 году, SDRAM (до 133 МГц).
Увеличение быстродействия по сравнению с обычной (PM RAM) достигается следующим образом: в случае, когда последовательно выбираемые элементы расположены на одной странице (строке), полный адрес (строка + столбец) подается только один раз для выборки первой ячейки строки. Для доступа к другим ячейкам той же страницы используется только адрес столбца. В классической DRAM-памяти приходилось каждый раз выдавать полный адрес (строка + столбец).